# Folder5
Folder5 ou Folder 5 (フォルダファイヴ, Forudafaivu, "Foldeur Faïve") est un groupe féminin de J-pop du label avex trax, actif de 2000 à 2003, constitué de cinq idoles japonaises qui faisaient déjà partie d'un précédent groupe, Folder, entre 1997 et 2000.

## Biographie
Le groupe mixte Folder est créé en 1997 chez le label avex trax. Il est composé de cinq filles et deux garçons, JOE et DAICHI (Daichi Miura), alors âgés de 9 à 13 ans, issus de l' Okinawa Actor School. Lorsque leurs voix muent, les garçons quittent le groupe qui devient Folder5 avec les cinq filles restantes en 2000. Le nouveau groupe change de style pour l'eurobeat, et sort rapidement son premier single, SUPERGIRL, avec désormais AKINA en chanteuse principale. Le troisième single du groupe, Believe, leur plus gros succès, est utilisé en tant que deuxième générique d'ouverture pour le populaire anime  One Piece. Les membres font de fréquentes apparitions dans le show TV Yoru mo Hippare, dans lequel elles reprennent les chansons d'autres artistes.
Leur huitième single sorti en mai 2002 est aussi leur dernier, et le groupe se sépare l'année suivante, sans annonce officielle. Certaines des membres commencent une carrière solo. AKINA débute en solo dès 2002, toujours sous ce surnom. HIKARI commence une carrière d'actrice en 2005, sous son nom complet, Hikari Mitsushima. ARISA se lance également dans une carrière solo plus « folk » en 2005, sous le pseudo arie, et sort quelques singles. MOE se lance aussi plus récemment dans une carrière d'actrice sous son nom complet, Moe Ishihara.

## Membres
- AKINA : Akina Miyazato (宮里明那?, née le 19 juin 1985)
- ARISA : Arisa Nakama (仲間愛里紗?, née le 21 août 1984)
- HIKARI : Hikari Mitsushima (満島ひかり?, née le 30 novembre 1985)
- MOE : Moe Ishihara (石原萌?, née le 23 mai 1986)
- NATSU : Natsu Aka (阿嘉奈津?, née le 11 août 1984)

## Discographie

### Singles
- SUPERGIRL (10/05/2000)
- AMAZING LOVE (23/08/2000)
- Believe (29/11/2000)
- STAY... (14/03/2001)
- Final Fun-Boy (13/06/2001)
- GO AHEAD!! (14/11/2001)
- Magical Eyes (06/03/2002)
- MY MIRACLE (29/05/2002)

### Albums
- HYPER GROOVE 1 (25/07/2001)
- FIVE GIRLS (17/07/2002)

Album de Remix
- HYPER GROOVE PARTY (22/01/2003)

Compilation
- Folder+Folder 5 SINGLE COLLECTION and more (25/06/2003)

### DVD
- HYPER GROOVE CLIPS (12/12/2001)
- HYPER GROOVE CLIPS 2 (19/03/2003)
- Folder+Folder5 COMPLETE BOX (tous CD et DVD) (25/06/2003)